# 378

## Události
- květen – bitva u Argentovaria, Gratianus rozdrtil Lentijce
- 9. srpen – bitva u Adrianopole, Gótové rozdrtili východořímská vojska
- v Alexandrii se schází tzv. Alexandrijská synoda, která se zabývala současnými církevními problémy, zvl. melétiánským schizmatem a apollinarismem.

## Úmrtí
- Valens, padl v bitvě u Adrianopole

## Hlavy států
- Papež – Damasus I. (366–384)
- Římská říše – Valens (východ) (364–378), Gratianus (západ) (375–383) + Valentinianus II. (západ) (375–392)
- Perská říše – Šápúr II. (309–379)